# 周雲 (光緒進士)
周雲（？—？），字世臣，号折鹿，山東省泰安府東阿縣人，清朝政治人物、進士出身。
光绪十八年（1892年）壬辰科进士，殿試二甲第九十六名。同年五月，改翰林院庶吉士。光緒二十年四月，散館，著以部属用，又改河南永城县知县。